# Agaricostilbales
Agaricostilbales es un orden de hongos en la clase Agaricostilbomycetes de la división Basidiomycota. El orden contiene 3 familias, 9 géneros, y 43 especies. El género Mycogloea se encuentra asignado a Agaricostilbales, aunque es incierta su ubicación respecto a su familia.